# تقني كهربائي

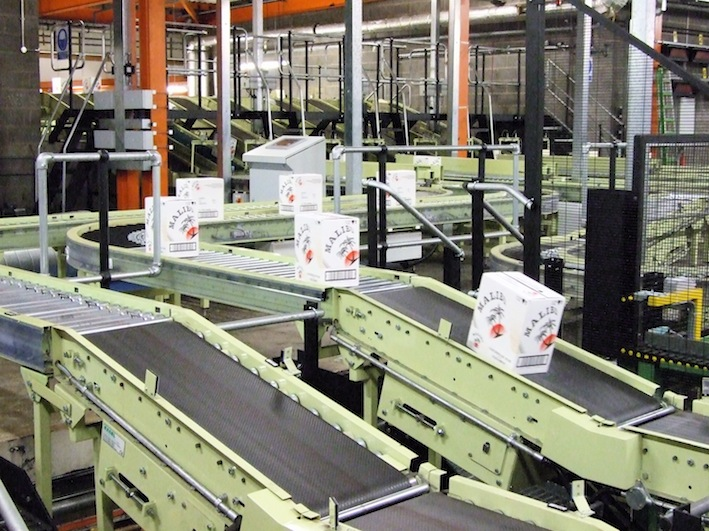
النظام الناقل في شركة شيفاس

تقني كهربائي (خبراء التكنولوجيا الكهربائيين) هم الأشخاص الذين يطبقون النظرية الكهربائية من خلال وظائفهم.
- تقع خبرتهم ومهارتهم بين مهندسى الكهرباء والأشخاص ذوى المهن الكهربائية العادية.
- حيث يتدربون لمدة ثلاثة أعوام في أحد الكليات أو الجامعات للحصول على الدبلومة.
- ويتخصصون في المجال الذي يشمل الأجهزة، الطاقة، أنظمة الاتصال عن بعد، البرمجة والتحكم الإلكترونى.
- يتم توظيفهم من قبل شركات الخدمات وشركات التصميم الهندسي وشركات مصافي البترول وشركات البناء والتعمير.